# 尺寸排除色谱法
尺寸排除色谱法（英語：Size-exclusion chromatography，縮寫：SEC），也称为分子筛色谱法， 是一种将溶液中的分子按其大小（在某些情况下为分子量）分开的色谱法。 这种方法通常被用于分离大分子或高分子复合物（例如蛋白质和工业聚合物）。当使用水溶液将样品运输通过色谱柱时，该技术通常称作凝胶过滤色谱法，而不是叫做凝胶渗透色谱法（用有机溶剂作流动相时使用的技术才叫凝胶渗透色谱法）。色谱柱中装有细小的多孔珠，它们的成分是葡聚糖聚合物（Sephadex）、琼脂糖（Sepharose）或聚丙烯酰胺（Sephacryl或BioGel P）。其孔径用于估计大分子的尺寸。SEC因为能够为聚合物提供良好的摩尔质量分布（Mw）结果，被广泛使用作聚合物表征方法。

## 应用
凝胶过滤色谱法主要用于分离蛋白质和其他水溶性聚合物。凝胶渗透色谱法则用于分析有机可溶性聚合物的分子量分布。不同于上述两种技术，凝胶电泳根据分子的电荷使用电场将分子“拉”或“推”过凝胶。溶质保留在孔中的时间长短取决于孔的大小。较大的溶质将获得较小的体积，反之亦然。因此，与较大的溶质相比，较小的溶质将在孔内保留更久。
尺寸排阻色谱法的另一种用途是检查水中天然有机物的稳定性和特征。Margit B. Muller，Daniel Schmitt和Fritz H.Frimmel用这种方法测试了世界各地的水源，以确定一段时间内天然有机物的稳定性。尺寸排阻色谱法被广泛用于研究天然有机物质，但仍存在局限性。缺点之一包括没有标准的分子量标记（没有可以比较的相对标准）。如果需要精确的分子量，则应使用其他方法。

## 优点
该方法的优点包括用最少的洗脱液即可将大分子与小分子很好地分离，在不干扰过滤过程时，可以使用各种溶液，同时保持分离的颗粒物的生物活性。该技术通常与其他技术结合使用，从而通过其他特性（例如酸碱度、电荷和对某些化合物的亲和力）进一步分离分子。尺寸排阻色谱分离时间短，分离谱带窄，灵敏度高。由于溶质不与固定相相互作用，因此也没有样品损失。
该实验方法的另一个优点是在某些情况下可以确定化合物的近似分子量。化合物（洗脱液）的形状和大小决定了化合物如何与凝胶（固定相）相互作用。为了确定近似分子量，获得具有相应分子量的化合物的洗脱体积，绘制Kav - log（Mw）图，其中{\displaystyle K_{av}=(V_{e}-V_{o})/(V_{t}-V_{o})} ，Mw是分子量。 该图用作校准曲线，用于估测所需化合物的分子量。Ve成分代表中间分子（例如部分接近色谱柱珠子的分子）洗脱的体积。而Vt是珠粒之间的总体积与珠粒内的体积之和。 Vo组分表示大分子开始洗脱时的体积。 这种实验方法的一个缺点是，由于色谱图的时间尺度很短，因此只能容纳有限数量的谱带。通常分子质量必须相差10％才能具有良好的分辨率。 

## 发现
1955年，伦敦夏洛特皇后医院的格兰特·亨利·拉特（Grant Henry Lathe）和科林·鲁斯芬（Colin R Ruthven）发明该技术。  他们后来因这项发明获得了约翰·斯科特奖。Lathe和Ruthven使用淀粉凝胶作为基质，而随后Jerker Porath和Per Flodin引入了葡聚糖凝胶；其他具有大小分级特性的凝胶包括琼脂糖和聚丙烯酰胺。 
也有人尝试过分馏合成的高聚物。然而，直到1964年，陶氏化学公司的JC Moore发表了他基于孔径受控的交联聚苯乙烯制备凝胶渗透色谱（GPC）色谱柱工作时， 这一领域的研究活动才开始迅速增加。人们几乎立即认识到，通过适当的校准，GPC能够提供合成聚合物的摩尔质量和摩尔质量分布信息。由于后者很难通过其他方法获得，因此GPC迅速被广泛使用。 

## 理论与方法

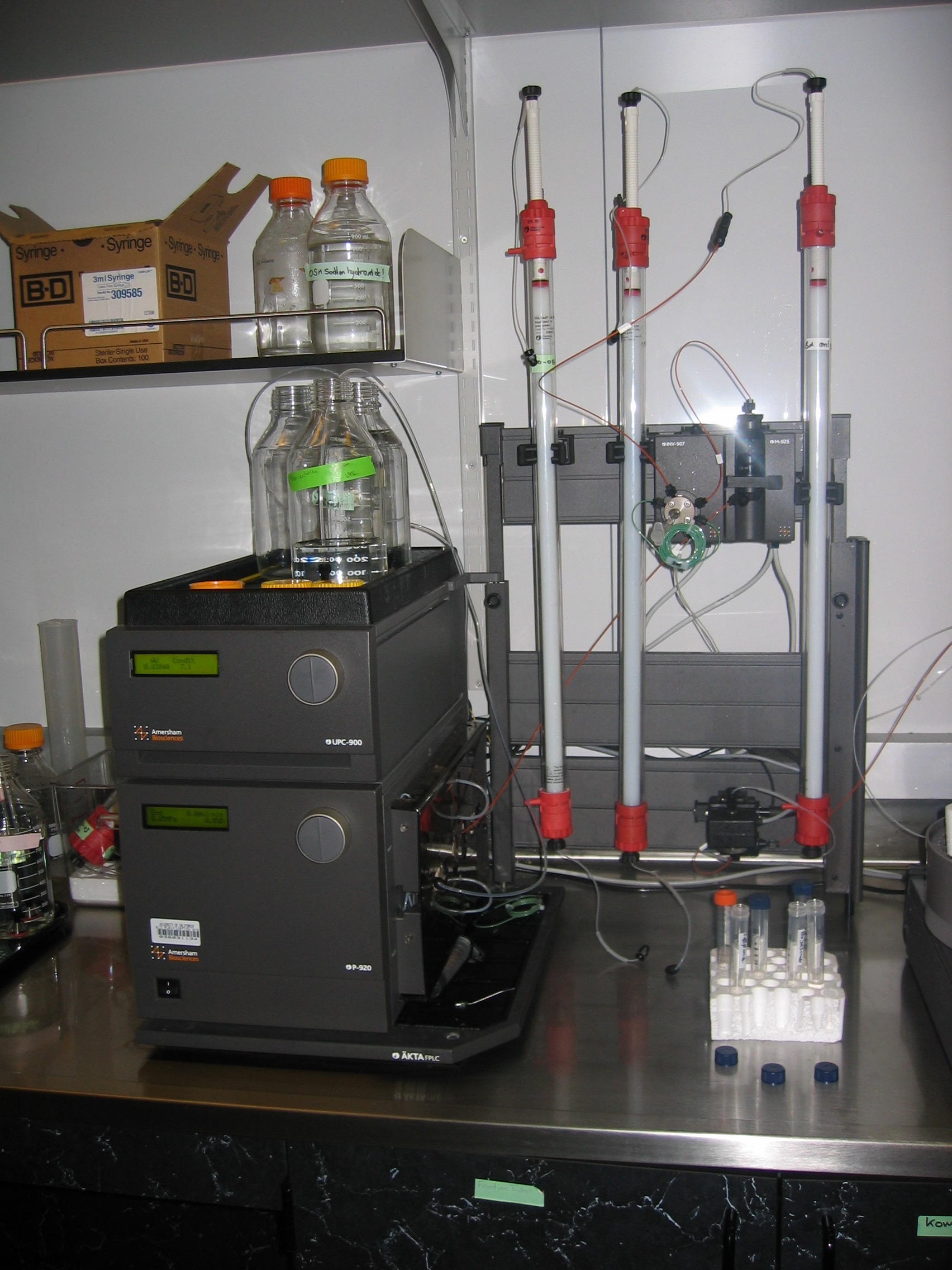
基于琼脂糖的SEC色谱柱，用于在AKTA FPLC机器上纯化蛋白质。

SEC主要用于分析大分子，例如蛋白质或聚合物。 SEC的工作原理是将较小的分子捕获在吸附剂的孔中（“固定相”）。 该过程通常在层析柱内进行，层析柱实际上是一段中空管，其中紧密填充有微米级聚合物珠，聚合物珠包含不同大小的孔隙。 这些孔隙可能是表面上的凹陷或穿过珠子的通道。当溶液向下流过色谱柱时，一些颗粒进入孔隙中。较大的颗粒无法进入所有的孔隙，而只能从较小的孔隙的外侧绕过。因此，分子越大，洗脱速度越快，分子越小，在层析柱内的保留时间越长。
SEC的一项要求是分析物不与固定相表面相互作用，理想情况下，分析物之间的洗脱时间差异完全基于分析物可以进入的溶质空间，而与分析物与固定相的化学或静电相互作用无关。 因此，能够穿透固定相孔隙系统的每个区域的小分子可以进入的空间为整个孔隙空间和颗粒间空间之和。这种小分子洗脱较晚（在分子渗透完所有的孔和颗粒间体积后（大约是色谱柱体积的80％））。 另一方面，不能穿透任何较小孔的极大分子只能进入颗粒间空间（约占色谱柱体积的35％），并在此空间的流动相通过色谱柱时更早地洗脱。 SEC的基本原理是，不同大小的颗粒以不同的速率通过固定相洗脱（过滤）。这导致溶液颗粒按尺寸分离。如果所有粒子同时或接近同时装载，则相同大小的粒子应一起洗脱。
但是，由于有多种测量大分子大小的参数（例如回转半径和流体动力学半径），SEC理论中的一个基本问题是选择合适的分子大小参数来分离不同种类的分子。 通过实验，Benoit及其同事发现了洗脱体积与基于动力学的分子大小（流体动力学体积）之间的相关性极好，结论适用于几种不同的链结构和化学组成。以流体动力量来校准SEC是可接受的通用做法。
但是，在解释SEC数据时，仍未完全理解为什么使用基于动力学特性的大小的流体动力学体积。 因为SEC通常在低流速条件下运行，在该条件下流体动力因素对分离的影响很小。实际上，理论和计算机模拟均假定其为热力学分离原理：分离过程由溶质大分子在位于间隙空间的稀体积溶液相和柱填料孔内的受限溶液相之间的平衡分布（分配）决定。基于该理论，已经表明与聚合物在孔中分配有关的尺寸参数是平均跨度尺寸（平均最大投影到一条线上）。  尽管此问题尚未完全解决，但平均跨距尺寸和流体动力体积可能紧密相关。

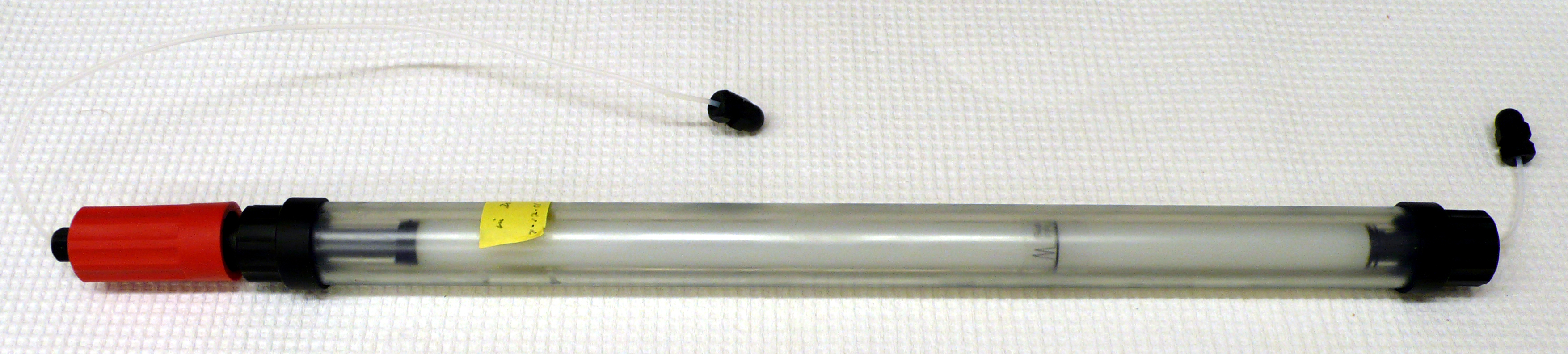
尺寸排除色谱柱。

每个尺寸排除色谱柱都可以分离一系列的分子量。排除极限定义了色谱柱“工作”范围分子量最大值，这时分子太大而不能被困在固定相。色谱柱“工作”范围的下限是渗透极限。渗透极限定义为足以穿透固定相的所有孔的分子的分子量。 低于该分子量的所有分子都非常小，洗脱为一条带。 
以下是尺寸排阻色谱法中通常用于多孔凝胶珠的材料
| 序号 | 材料 和商品名称 | 分离范围 （Da的分子质量） |
| ---- | --------------- | ------------------------- |
| 1个  | 葡聚糖凝胶G-10  | 0至700                    |
| 2    | 葡聚糖凝胶G-25  | 1000至5000                |
| 3    | 葡聚糖凝胶G-50  | 1500至30000               |
| 4    | 葡聚糖凝胶G-75  | 3000至70000               |
| 5    | 葡聚糖凝胶G-100 | 4000至150000              |
| 6    | 葡聚糖凝胶G-150 | 5000至300000              |
| 7    | 葡聚糖凝胶G-200 | 5000至800000              |
| 8    | 生物凝胶P-2     | 100至1800                 |
| 9    | 生物凝胶P-6     | 1000至6000                |
| 10   | 生物凝胶P-60    | 3000至60000               |
| 11   | 生物凝胶P-150   | 15000至150000             |
| 12   | 生物凝胶P-300   | 16000至400000             |
| 13   | 琼脂糖凝胶2B    | 2 x 10 6至25 x 10 6       |
| 14   | 琼脂糖凝胶4B    | 3 x 10 5至3 x 10 6        |
| 15   | 琼脂糖凝胶6B    | 10 4至20 x 10 6           |

## 影响过滤的因素

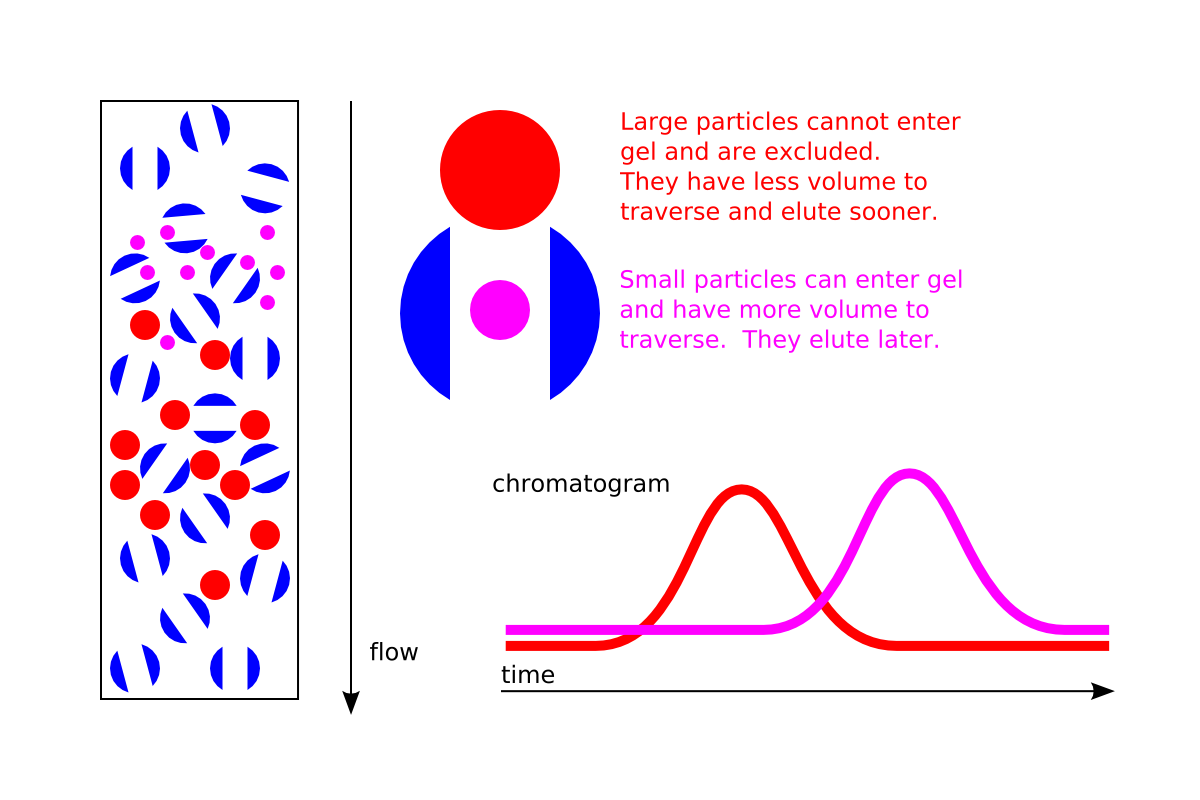
一幅说明尺寸排阻色谱背后理论的漫画

在现实中，溶液中的颗粒尺寸不固定，这就导致了颗粒可能会受到它原本会穿过的孔隙的阻碍。同样，固定相颗粒的定义也不够理想。颗粒和孔的大小可能会有所不同。因此，洗脱曲线类似于高斯分布曲线。固定相还可能以意料外的方式与颗粒相互作用，并影响保留时间，尽管色谱柱制造商非常注意使用惰性的固定相并使此问题最小化。
像其他色谱法一样，增加色谱柱长度可提高分离度，而增加色谱柱直径可提高色谱柱容量。适当的色谱柱填充对于最大分离度很重要：过度填充的色谱柱可能会使珠子中的孔隙塌陷，导致分离度下降。装填不足的色谱柱可能减少较小物质可及的固定相的相对表面积，从而减少固定相停留在孔隙中的时间。与亲和色谱技术不同，色谱柱顶部的溶剂头会大大降低分离度，因为样品在上样之前会扩散，从而扩大了下游洗脱范围。

## 分析
在简单的手动色谱柱中，洗脱液以恒定体积（称为分数）收集。 颗粒的尺寸越相似，它们处于同一组分且不会被单独检出的可能性就越大。 更高级的色谱柱通过不断监控洗脱液来解决此问题。 

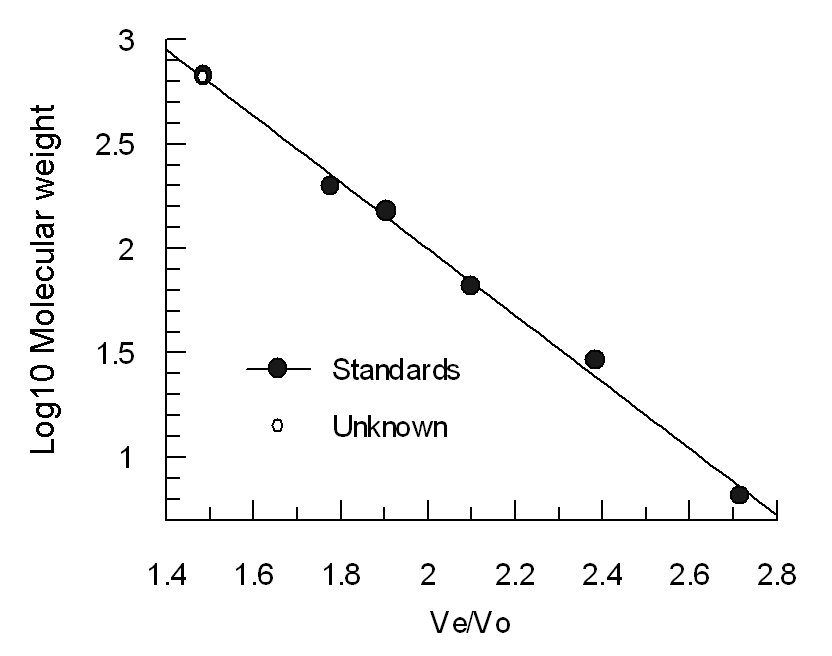
尺寸排除柱色谱的标准化。

经常通过光谱技术检查收集的级分，以确定洗脱的颗粒的浓度。常用的光谱检测技术是折射率（RI）和紫外光谱（UV）。当洗脱物质的光谱相似时（例如在生物纯化过程中），可能需要其他技术来鉴定每个馏分的含量。 还可以使用RI， LALLS ， 多角度激光散射MALS，UV和/或粘度测量来连续分析洗脱液流量。 

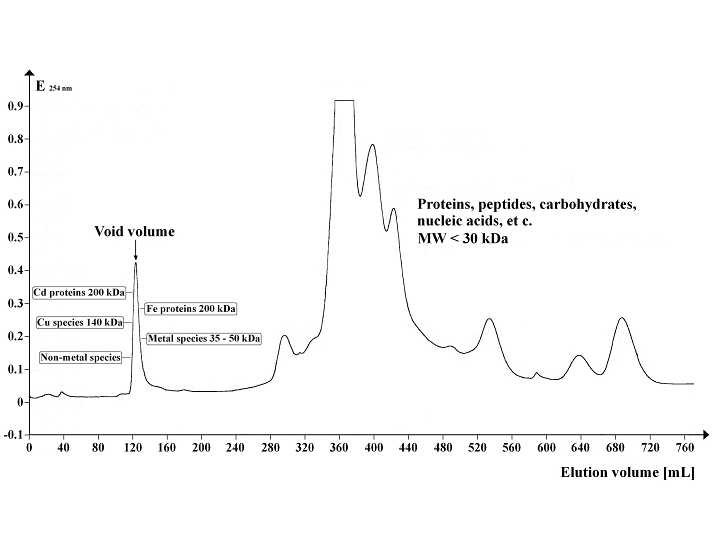
生物样品的SEC色谱图。

洗脱体积（Ve）与分子流体动力学体积的对数大致呈线性关系。 通常使用4-5个标准样品（例如，已知分子量的折叠蛋白质）和包含非常大的分子（例如甲状腺球蛋白）的样品来校准色谱柱，以测定空隙体积 。 （不建议使用蓝色右旋糖酐进行Vo测定，因为它是异质的，可能给出多种结果）将标准溶液的洗脱体积除以甲状腺球蛋白的洗脱体积（Ve / Vo），并相对于标准分子量的对数作图。 

## 应用领域

### 生化应用
通常，SEC被认为是低分辨率色谱，因为它不能很好地识别相似的物种，因此通常保留用于纯化的最终步骤。该技术可以确定具有较慢交换时间的纯化蛋白的四级结构，因为它可以在天然溶液条件下进行，并保留了大分子相互作用。 SEC还可以测定蛋白质的三级结构 ，因为它可以测量流体动力学体积（而非分子量），从而可以区分同一蛋白质的折叠形式和非折叠形式。例如，对于折叠形式和未折叠形式，典型蛋白质结构域的表观流体力学半径可能分别为14Å和36Å。 SEC可以使这两种形式分离，因为折叠形式由于其较小的尺寸而在较后才洗脱。 

### 聚合物合成
SEC可以用来衡量合成聚合物的大小和多分散性（发现聚合物分子大小分布的能力）。如果事先通过了已知大小的标准品，则可以创建校准曲线以确定在所选用于分析的溶剂（通常为THF）中感兴趣的聚合物分子的大小。以另一种方式，可以在SEC上在线使用诸如光散射和/或粘度测定等技术来得到绝对分子量（不依赖于已知分子量标准的校准）。 由于具有分子量的两种聚合物的尺寸也有差异，绝对测定方法通常是更可取的。一个典型的SEC系统可以快速（约半小时）为聚合物化学家提供有关样品尺寸和多分散性的信息。 制备型SEC可用于分析规模的聚合物分馏 。 

## 缺点
在SEC中，质量的测量远不如聚合物分子的流体力学体积，即特定的聚合物分子在溶液中占据了多少空间。 然而，由于分子量与聚苯乙烯的流体力学体积之间的确定关系，可以从SEC数据计算出近似分子量。 所以以聚苯乙烯为质量测量标准。 但是，对于不同聚合物，流体动力学体积与分子量之间的关系并不相同，因此只能获得近似的测量值。  另一个缺点是固定相和分析物可能相互作用。 任何相互作用都会导致洗脱时间较晚，以致推出的分析物尺寸较小。 
执行此方法时，洗脱分子的谱带可能会变宽。原因可能是流动相分子流过固定相分子引起的湍流。另外，玻璃壁分子与洗脱液分子之间的分子热扩散和摩擦也使谱带变宽。这些带除了变宽之外也彼此重叠。 结果导致洗脱液通常会被稀释。可以采取一些预防措施来防止谱带变宽。例如可以在柱子顶部的狭窄、高度集中的条带中施加样品。 洗脱液越浓，该过程将越有效。然而，洗脱液并非总是能够浓缩的，这可以被认为是另一个缺点。 

## 绝对尺寸排阻色谱
绝对尺寸排阻色谱（ASEC）是一种将动态光散射 （DLS）仪器与尺寸排阻色谱系统耦合的技术，用于测量从色谱系统洗脱的蛋白质和大分子的绝对尺寸。 
在这种情况下，“绝对”的定义是不需要校准即可获得流体动力学尺寸（通常称为流体动力学直径，符号DH，单位nm）。 当大分子从尺寸排阻色谱柱组洗脱到DLS仪器的流通池中时，测量分子或颗粒的流体动力学尺寸（不是其分子量）。对于蛋白质，可以使用Mark-Houwink类型的计算方法来根据流体动力学大小估算分子量。 
DLS与SEC结合的主要优点是能够获得增强的DLS分辨率。  批处理DLS快速简便，可以直接测量平均大小，但DLS的基线分辨率为直径3到1。 使用SEC，可以分离蛋白质和蛋白质寡聚物，从而实现寡聚体拆分。 也可以使用ASEC进行聚集体研究。 尽管可能无法计算出聚集体浓度，但是可以测量聚集体的大小，仅受SEC柱洗脱的最大大小限制。 
ASEC的缺点包括流速、浓度和精度。由于相关函数需要3–7秒钟的时间才能正确构建，因此只能在整个峰中收集到有限数量的数据点。 